# Sagres (bière)
 (octobre 2020).
Pour les articles homonymes, voir Sagres.
Sagres est une marque de bière portugaise fondée en 1940 dans la ville de Vila Franca de Xira ; elle est considérée par beaucoup comme la Bière de Lisbonne, bien qu'elle tire son nom d'une autre ville, Sagres dans l'extrême sud-ouest du pays. Elle est la seconde bière la plus populaire du pays, brassée par la Sociedade Central de Cervejas e Bebidas, S.A. contrôlée par Heineken.
Elle sponsorise le Rock in Rio Lisbonne mais également l'Équipe du Portugal de football et le championnat du Portugal de première division.

## Types
- Classica : (4,8 %)
- Branca : (5 %)
- Bohemia : (6,2 %)
- Bohemia 1835 : (6,6 %)
- Chopp : (4,9 %)
- Zero : pas d'alcool

## Médailles
- Bruxelles : 1958
- Londres : 1969
- Genève : 1972
- Paris : 1979
- Vienne : 1980
- Budapest : 1998